# Valmanya
Valmanya  [valmaɲə], Vallmanya en catalan,  est une commune française située dans le centre du département des Pyrénées-Orientales, en région Occitanie. Sur le plan historique et culturel, la commune est dans le pays de Conflent, correspondant à l'ensemble des vallées pyrénéennes qui « confluent » avec le lit creusé par la Têt entre Mont-Louis et Rodès.
Exposée à un climat océanique altéré, elle est drainée par la Lentillà, la rivière de Rabasse et par divers autres petits cours d'eau. La commune possède un patrimoine naturel remarquable : un site Natura 2000 (le « massif du Canigou ») et trois zones naturelles d'intérêt écologique, faunistique et floristique.
Valmanya est une commune rurale qui compte 34 habitants en 2022, après avoir connu un pic de population de 422 habitants en 1911. Ses habitants sont appelés les Valmanyencs ou  Valmanyenques.

## Géographie

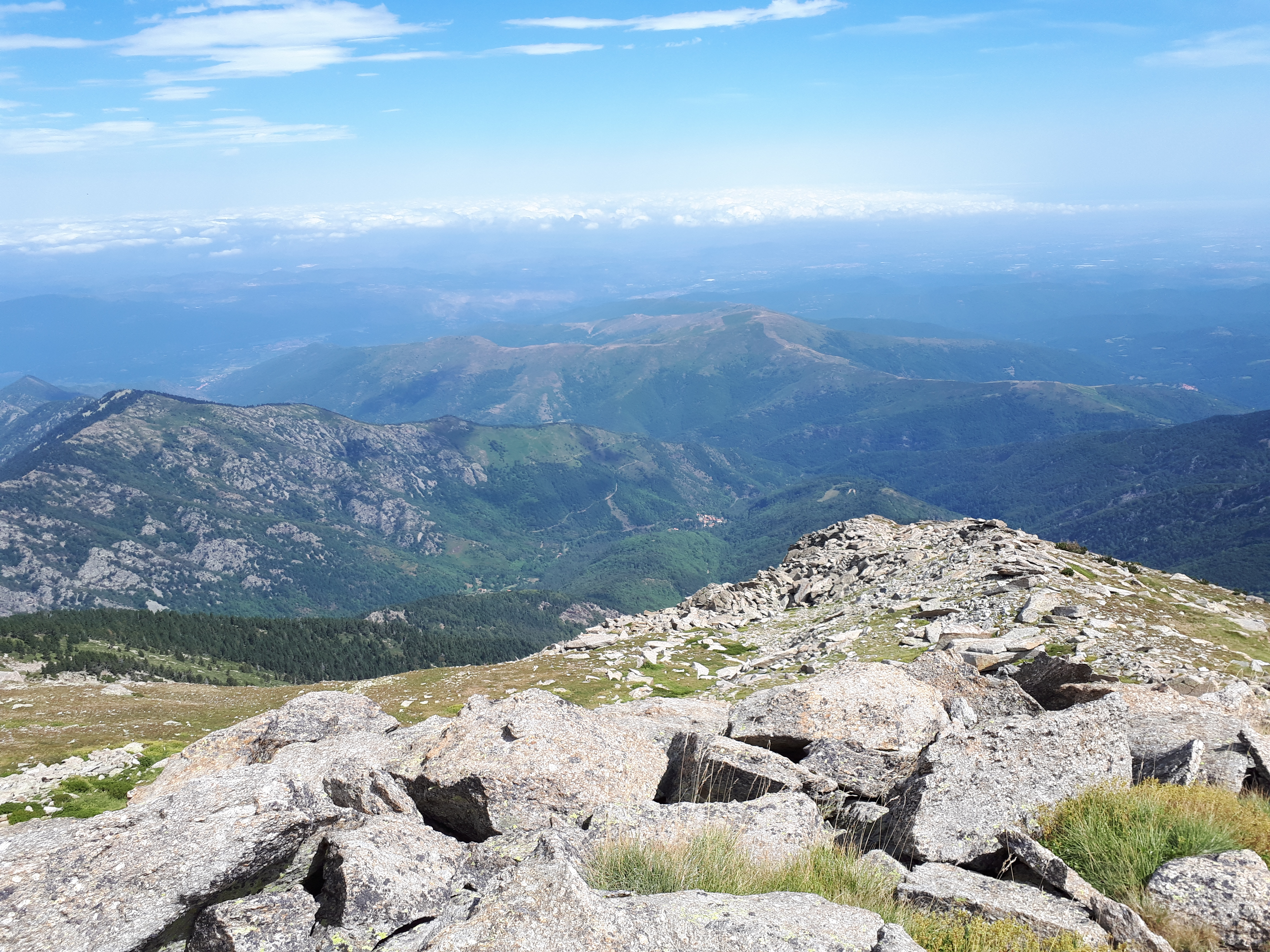
Le village de Valmanya, dans la vallée de la Lentillà, vu depuis le pic Gallinasse (qui se trouve sur la limite sud de la commune).

### Localisation
La commune de Valmanya se trouve dans le département des Pyrénées-Orientales, en région Occitanie.
Elle se situe à 34 km à vol d'oiseau de Perpignan, préfecture du département, à 13 km de Prades, sous-préfecture, et à 13 km d'Amélie-les-Bains-Palalda, bureau centralisateur du canton du Canigou dont dépend la commune depuis 2015 pour les élections départementales.
La commune fait en outre partie du bassin de vie de Prades.
Les communes les plus proches sont : 
Baillestavy (3,0 km), La Bastide (4,6 km), Glorianes (6,0 km), Saint-Marsal (7,1 km), Prunet-et-Belpuig (7,9 km), Boule-d'Amont (8,0 km), Estoher (8,0 km), Taulis (8,2 km).
Sur le plan historique et culturel, Valmanya fait partie de la région de Conflent, héritière de l'ancien comté de Conflent et de la viguerie de Conflent. Ce pays correspond à l'ensemble des vallées pyrénéennes qui « confluent » avec le lit creusé par la Têt entre Mont-Louis, porte de la Cerdagne, et Rodès, aux abords de la plaine du Roussillon.

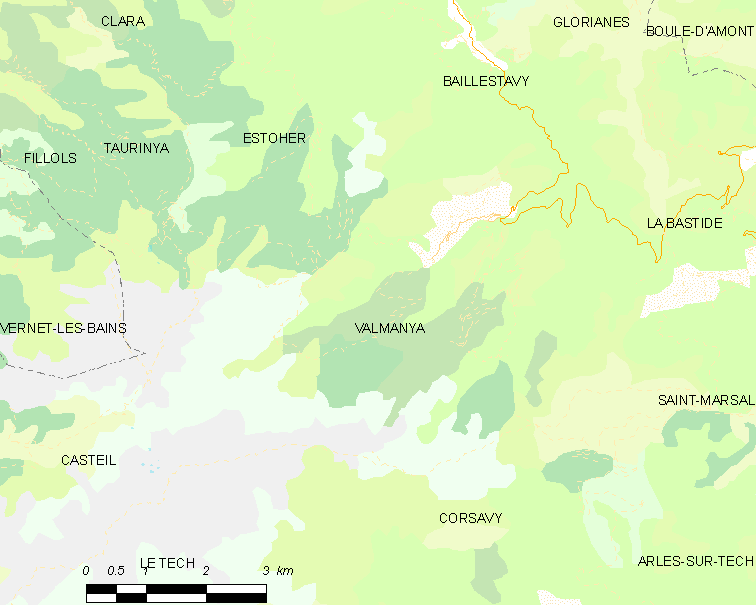
Situation de la commune.

| Taurinya                              | Estoher  | Baillestavy |
| Vernet-les-Bains (par un quadripoint) | Valmanya | La Bastide  |
| Casteil                               | Corsavy  |             |

### Géologie et relief
La commune est classée en zone de sismicité 3, correspondant à une sismicité modérée.

### Climat
Pour des articles plus généraux, voir Climat de l'Occitanie et Climat des Pyrénées-Orientales.
En 2010, le climat de la commune est de type climat méditerranéen altéré, selon une étude du CNRS s'appuyant sur une série de données couvrant la période 1971-2000. En 2020, Météo-France publie une typologie des climats de la France métropolitaine dans laquelle la commune est dans une zone de transition entre le climat de montagne et le climat méditerranéen et est dans la région climatique Pyrénées orientales, caractérisée par une faible pluviométrie, un très bon ensoleillement (2 600 h/an), un air sec, particulièrement en hiver et peu de brouillards.
Pour la période 1971-2000, la température annuelle moyenne est de 10,8 °C, avec une amplitude thermique annuelle de 14,6 °C. Le cumul annuel moyen de précipitations est de 894 mm, avec 5,9 jours de précipitations en janvier et 5,3 jours en juillet. Pour la période 1991-2020, la température moyenne annuelle observée sur la station météorologique la plus proche, située sur la commune d'Amélie-les-Bains-Palalda à 13 km à vol d'oiseau, est de 16,0 °C et le cumul annuel moyen de précipitations est de 893,8 mm,. Pour l'avenir, les paramètres climatiques de la commune estimés pour 2050 selon différents scénarios d’émission de gaz à effet de serre sont consultables sur un site dédié publié par Météo-France en novembre 2022.

### Milieux naturels et biodiversité

#### Réseau Natura 2000

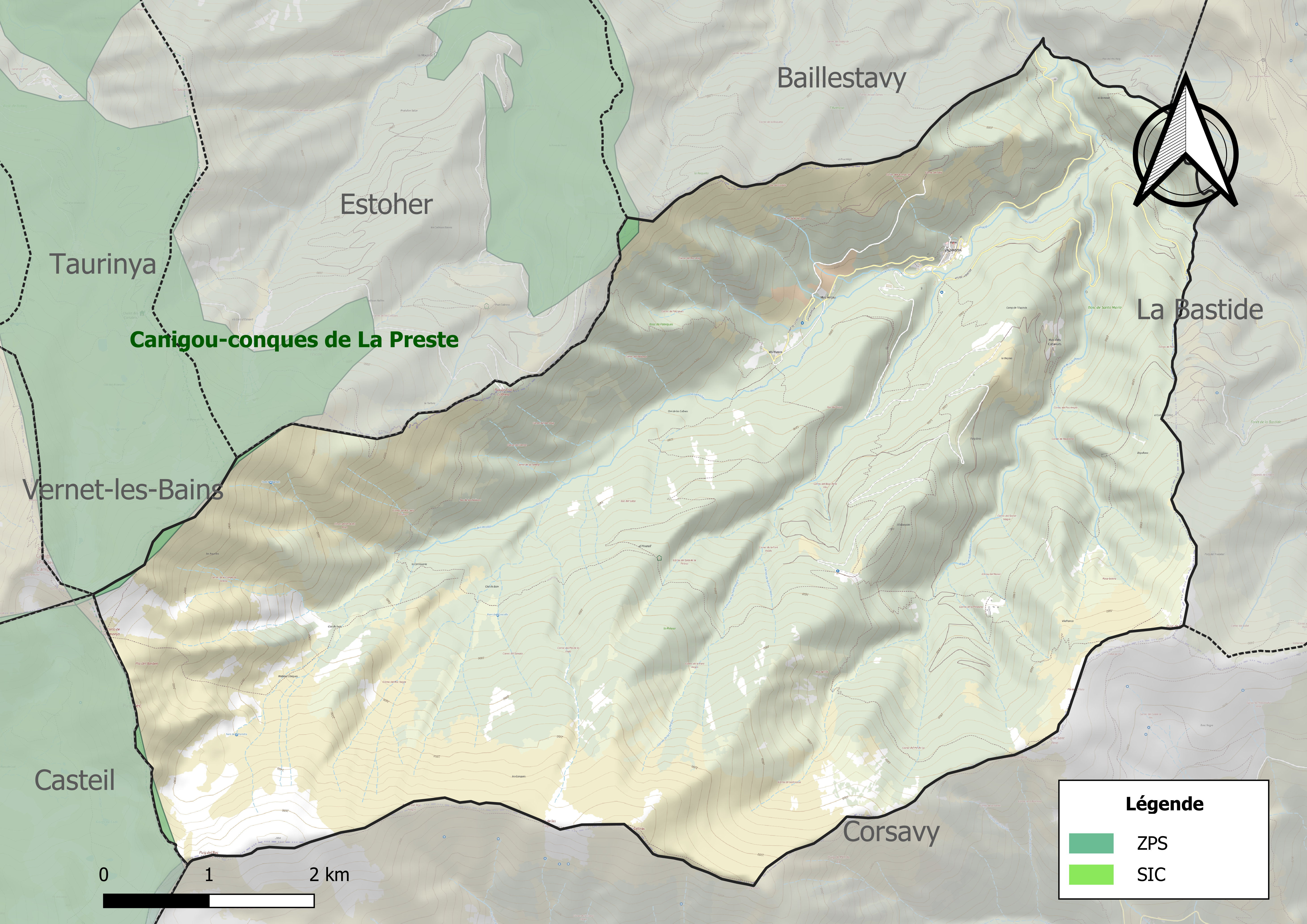
Site Natura 2000 sur le territoire communal.

Le réseau Natura 2000 est un réseau écologique européen de sites naturels d'intérêt écologique élaboré à partir des directives habitats et oiseaux, constitué de zones spéciales de conservation (ZSC) et de zones de protection spéciale (ZPS).
Un site Natura 2000 a été défini sur la commune au titre de la directive habitats : le « massif du Canigou », d'une superficie de 11 746 ha, culmine à 2 784 mètres à l'extrémité orientale de la chaîne des Pyrénées. Il recèle de nombreuses espèces endémiques pyrénéennes dont certaines atteignent leur limite orientale et présente une gamme variée d'habitats naturels d'intérêt communautaire liés à l'étagement de la végétation.

#### Zones naturelles d'intérêt écologique, faunistique et floristique
L’inventaire des zones naturelles d'intérêt écologique, faunistique et floristique (ZNIEFF) a pour objectif de réaliser une couverture des zones les plus intéressantes sur le plan écologique, essentiellement dans la perspective d’améliorer la connaissance du patrimoine naturel national et de fournir aux différents décideurs un outil d’aide à la prise en compte de l’environnement dans l’aménagement du territoire.
Une ZNIEFF de type 1 est recensée sur la commune :
la « vallée de la Lentilla » (2 851 ha), couvrant 2 communes du département et deux ZNIEFF de type 2, : 
- le « massif des Aspres » (28 819 ha), couvrant 37 communes du département[19] ;
- le « massif du Canigou » (19 263 ha), couvrant 15 communes du département[20].

Carte des ZNIEFF de type 1 et 2 à Valmanya.
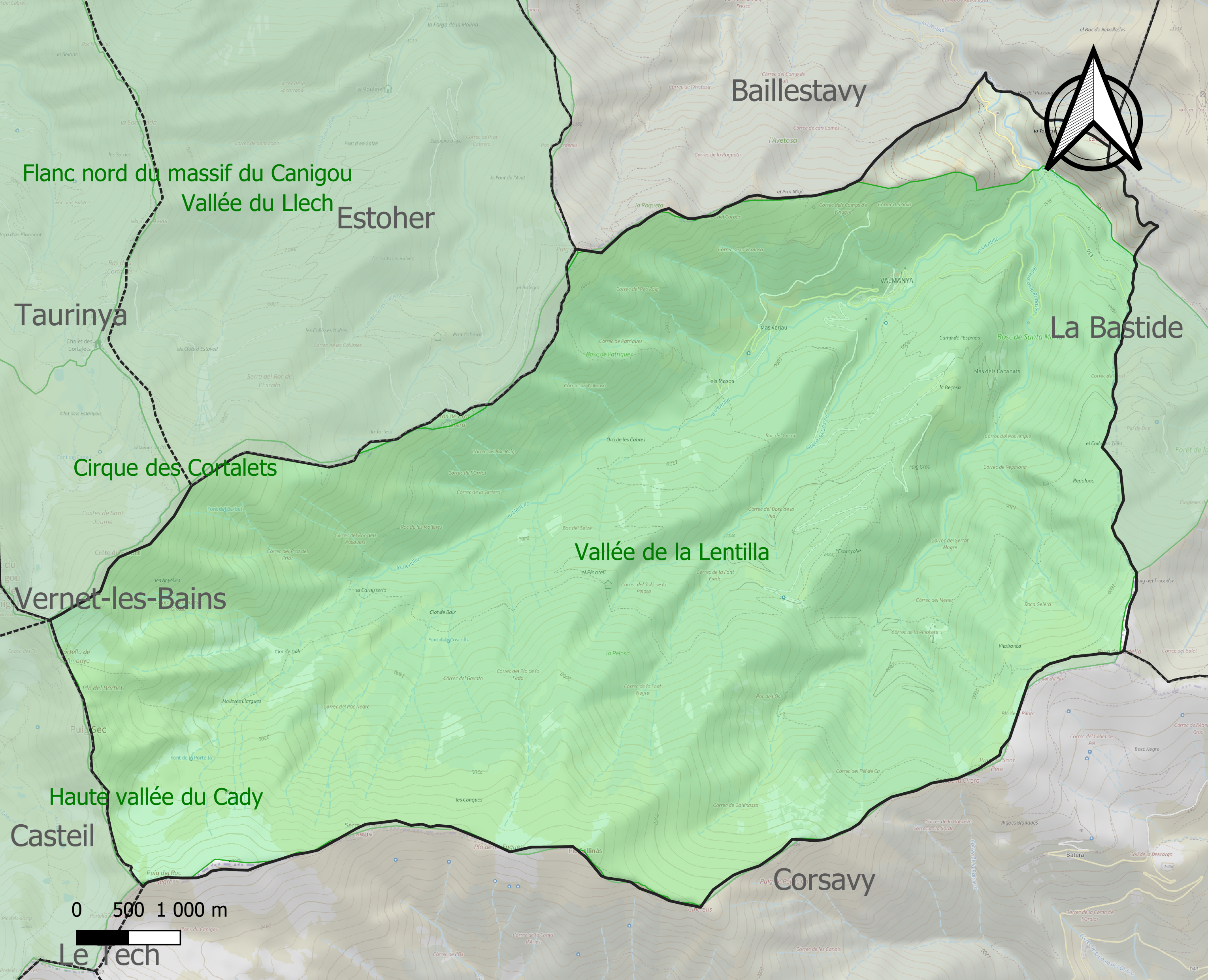
Carte de la ZNIEFF de type 1 sur la commune.
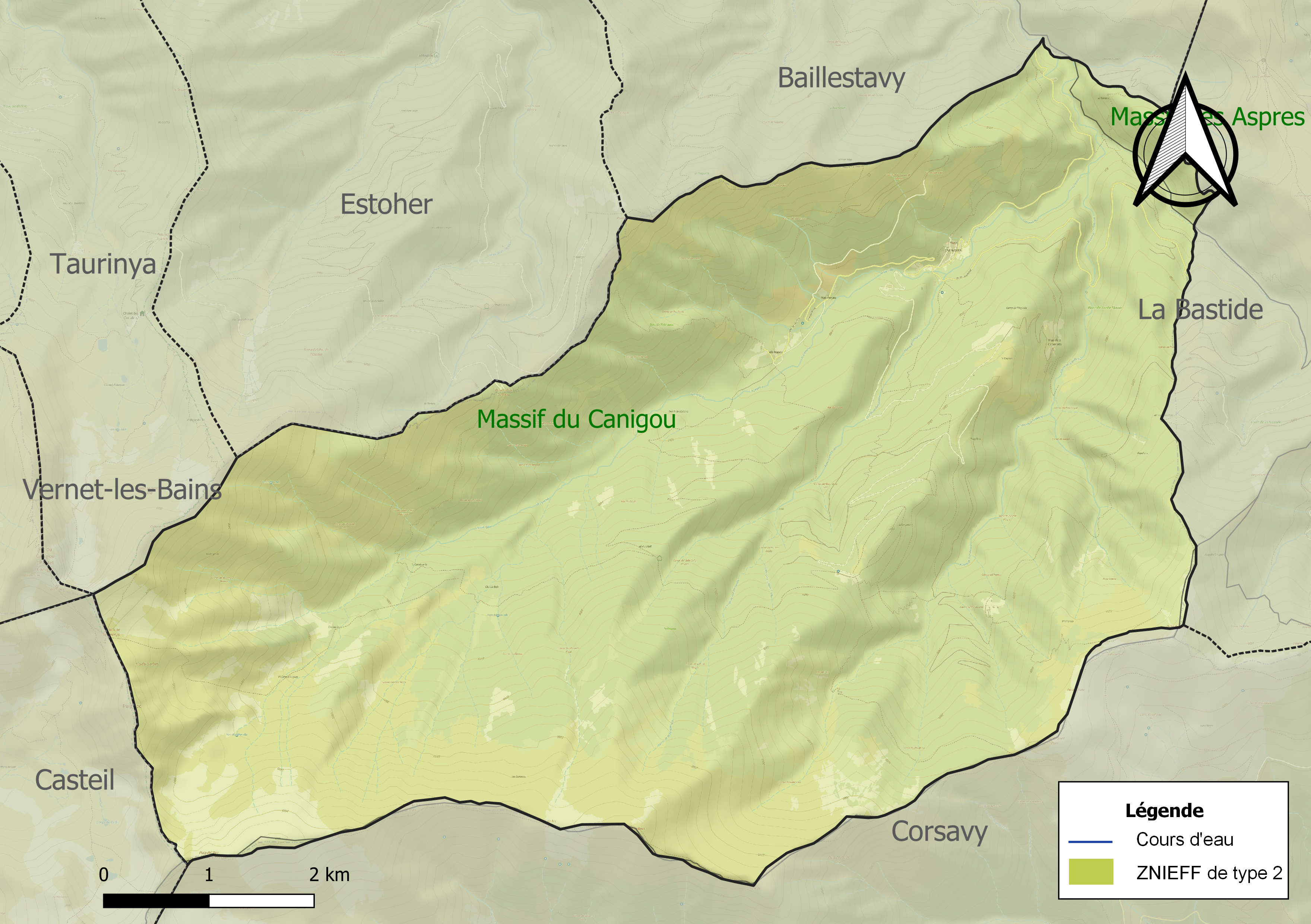
Carte des ZNIEFF de type 2 sur la commune.

## Urbanisme

### Typologie
Au 1er janvier 2024, Valmanya est catégorisée commune rurale à habitat très dispersé, selon la nouvelle grille communale de densité à sept niveaux définie par l'Insee en 2022.
Elle est située hors unité urbaine et hors attraction des villes,.

### Occupation des sols
L'occupation des sols de la commune, telle qu'elle ressort de la base de données européenne d’occupation biophysique des sols Corine Land Cover (CLC), est marquée par l'importance des forêts et milieux semi-naturels (96,5 % en 2018), en diminution par rapport à 1990 (98,8 %). La répartition détaillée en 2018 est la suivante : 
forêts (50,1 %), espaces ouverts, sans ou avec peu de végétation (29,8 %), milieux à végétation arbustive et/ou herbacée (16,5 %), zones agricoles hétérogènes (3,5 %). L'évolution de l’occupation des sols de la commune et de ses infrastructures peut être observée sur les différentes représentations cartographiques du territoire : la carte de Cassini (XVIIIe siècle), la carte d'état-major (1820-1866) et les cartes ou photos aériennes de l'IGN pour la période actuelle (1950 à aujourd'hui).

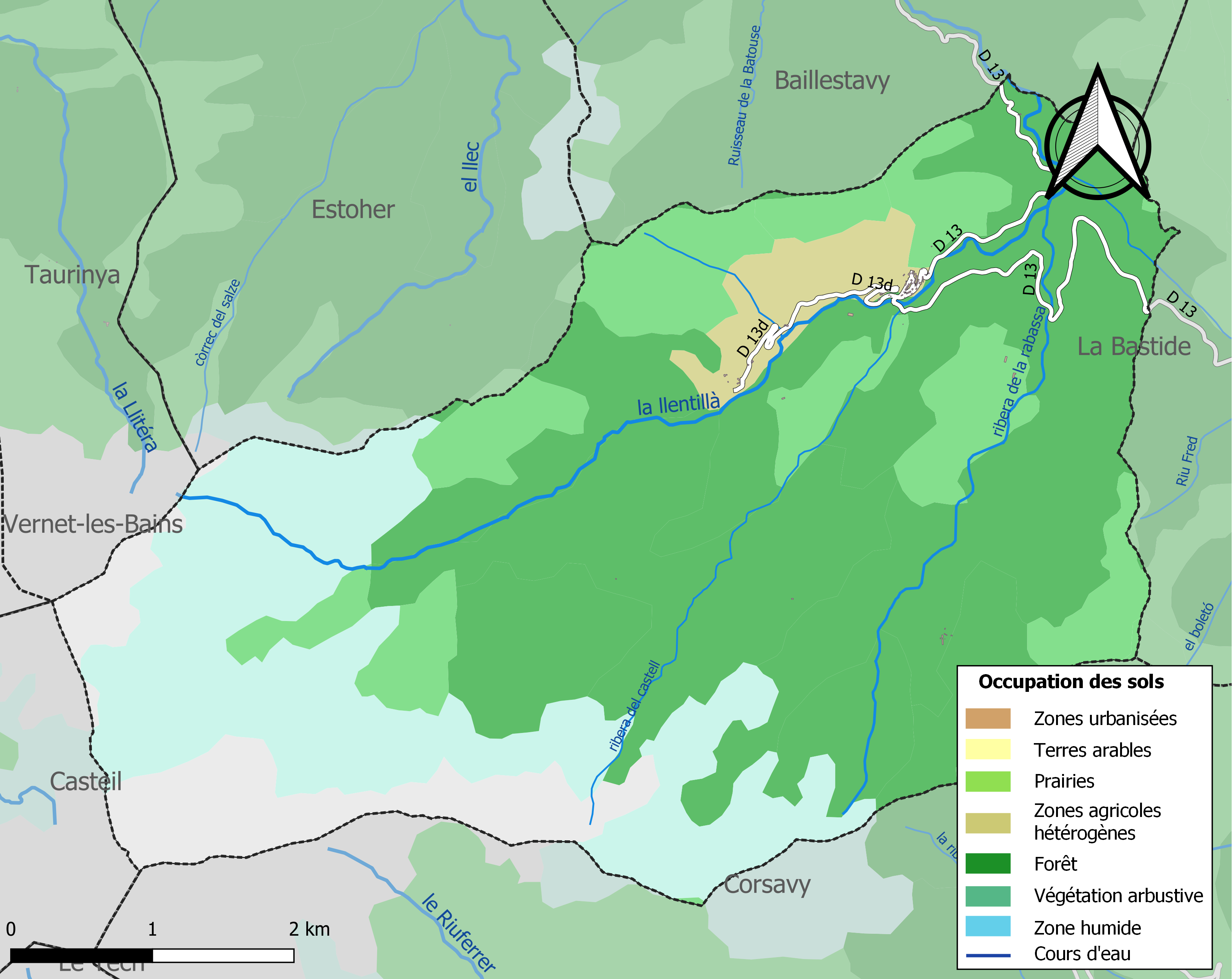
Carte des infrastructures et de l'occupation des sols de la commune en 2018 (CLC).

### Risques majeurs
Le territoire de la commune de Valmanya est vulnérable à différents aléas naturels : inondations, climatiques (grand froid ou canicule), feux de forêts, mouvements de terrains, avalanche  et séisme (sismicité modérée). Il est également exposé à deux risques particuliers, les risques radon et minier,.

#### Risques naturels
Certaines parties du territoire communal sont susceptibles d’être affectées par le risque d’inondation par crue torrentielle de cours d'eau du bassin de la Têt.
Les mouvements de terrains susceptibles de se produire sur la commune sont soit des mouvements liés au retrait-gonflement des argiles, soit des glissements de terrains, soit des chutes de blocs, soit des effondrements liés à des cavités souterraines. Une cartographie nationale de l'aléa retrait-gonflement des argiles permet de connaître les sols argileux ou marneux susceptibles vis-à-vis de ce phénomène. L'inventaire national des cavités souterraines permet par ailleurs de localiser celles situées sur la commune.

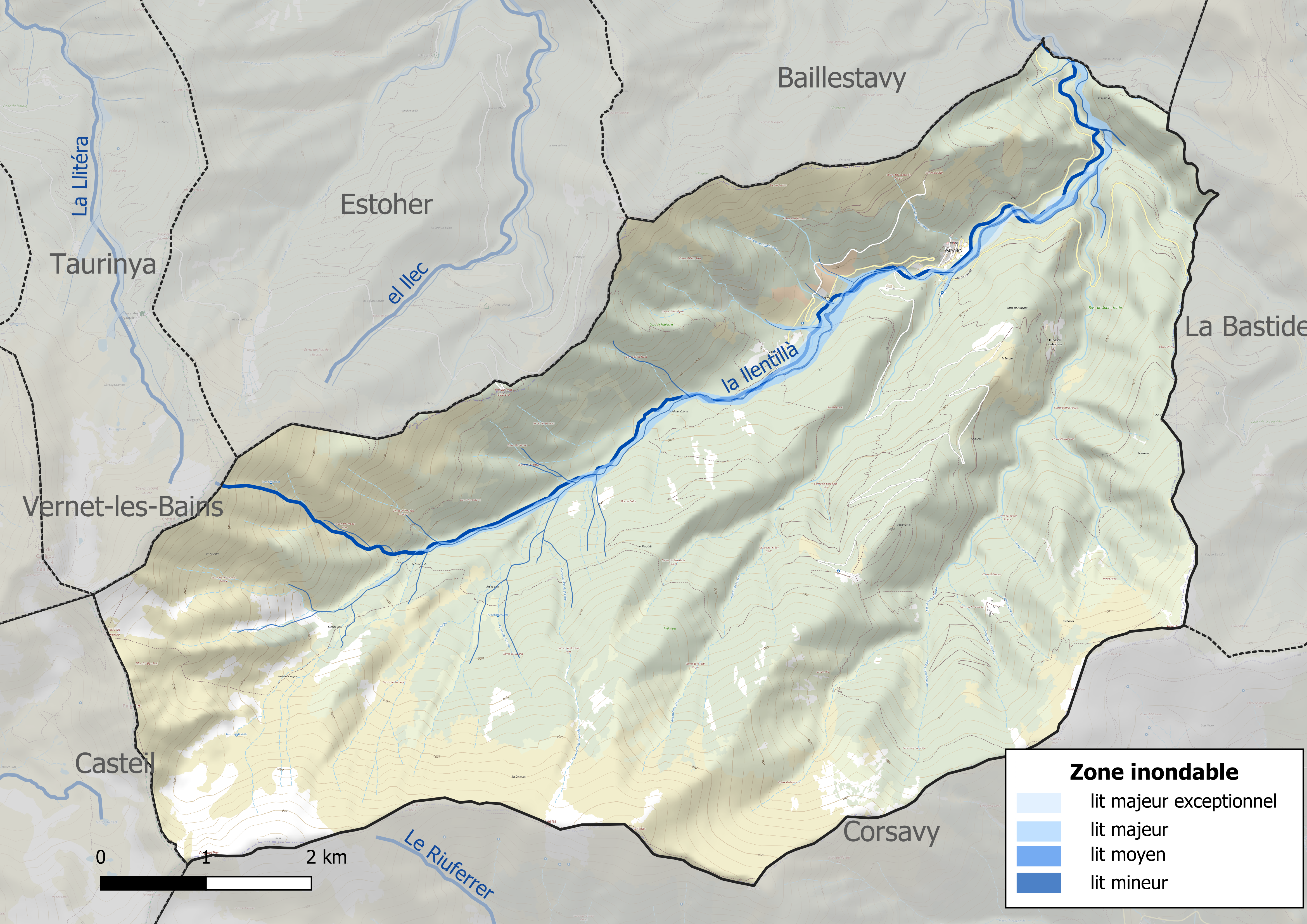
Carte des zones inondables.
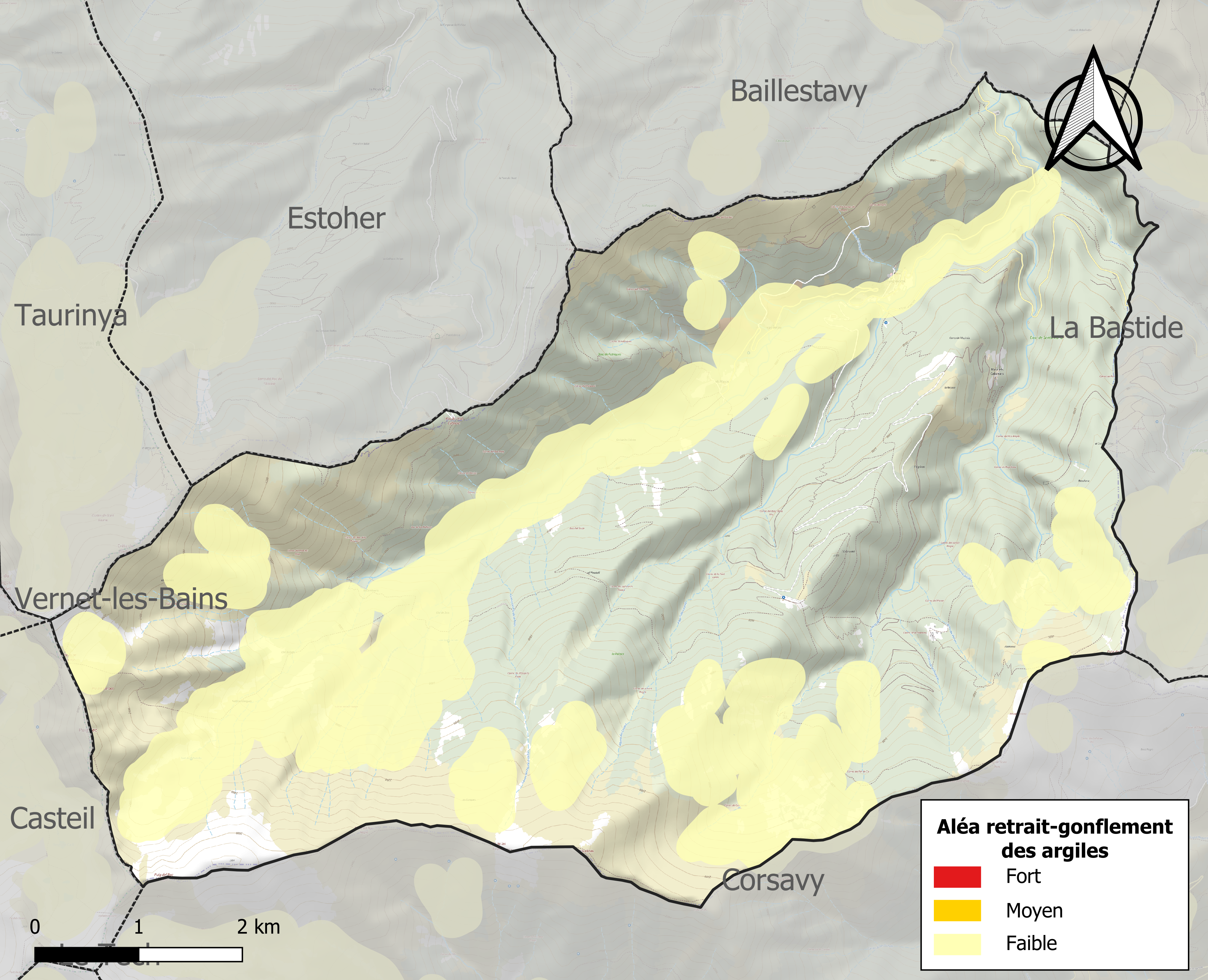
Carte des zones d'aléa retrait-gonflement des argiles.

#### Risque particulier
La commune est concernée par le risque minier, principalement lié à l’évolution des cavités souterraines laissées à l’abandon et sans entretien après l’exploitation des mines.
Dans plusieurs parties du territoire national, le radon, accumulé dans certains logements ou autres locaux, peut constituer une source significative d’exposition de la population aux rayonnements ionisants. Toutes les communes du département sont concernées par le risque radon à un niveau plus ou moins élevé. Selon la classification de 2018, la commune de Valmanya est classée en zone 3, à savoir zone à potentiel radon significatif.

## Toponymie
Le nom de la commune tire son nom du latin Vallis qui a donné le français Vallée ou Val et le catalan Vall, et de Magna qui signifie « grande », passé en catalan sous la forme Manya. Il signifie donc « grande vallée ». Le village se trouve en effet sur une partie assez large d'une étroite vallée pyrénéenne.
Des textes du Xe siècle et du XIe siècle mentionnent  Valle Magna, qui est devenu au XIIe siècle Vall manya puis Vallmanya en catalan. L'adjectif ferrera y était parfois accolé, signalant les mines de fer. L'administration française a nommé officiellement la commune Velmanya, forme erronée qui a ensuite été corrigée en Valmanya.

## Histoire
La première mention écrite de Vallmanya se trouve dans une bulle du pape Agapet II en 950 dans ce document sont énumérées les possessions de l'abbaye Saint-Michel de Cuxa dont Vallmanya avec sa forge et son hôtellerie. Jusqu'à la Révolution française l'abbé de Cuxà était seigneur de Vallmanya.
L'activité était entièrement tournée vers l'exploitation du fer du Canigou et l'industrie métallurgique. Vallmanya possédait une forge qui fonctionnait grâce au système des trompes des Pyrénées. Le gros de l’activité se situa entre 1901 et 1930. Le déclin de l'industrie minière et la fermeture des mines de la Pinosa dans les années 1930 entraina un exode rural.
Durant la Seconde Guerre mondiale, Abdon Robert Casso (1912-2002), ingénieur des Mines et militaire de carrière, et René Horte, instituteur, créent le réseau Sainte-Jeanne dont l'activité principale consiste à faire passer en Espagne des personnes désireuses de rejoindre l'Espagne. En 1943, ce réseau est démantelé.
Le Réseau Sainte Jeanne dépendait du plus vaste Réseau Darius (appelé réseau Gallia avant 1944) et Abdon Robert Casso exerce au sein de ce réseau et des FFI des missions en tant que commandant.
En juillet 1944, le maquis FTP Henri Barbusse, composé de Résistants français et de guérilleros espagnols, s'installe dans les anciennes mines de fer de la Pinosa au-dessus de Valmanya.
De là ce maquis mène une opération sur la trésorerie de Prades, s’emparant des fonds nécessaires à son activité et de trois collaborateurs qui sont fusillés. Les 1er et 2 août 1944, des troupes allemandes mènent une opération de représailles sur Valmanya, informés de l'emplacement du maquis par Nessim Eskenazi qui travaille comme informateur à la douane allemande. Ce dernier était allé repérer la position du maquis puis avait été fait prisonnier par les Résistants, puis a pris la fuite. Les maquisards et résistants du Réseau Sainte Jeanne, sur leurs gardes, mettent en place des postes de surveillance. Voyant le convoi allemand arriver de Vinça, ils l'attaquent à 500 mètres du village. En retardant les Allemands et les miliciens, le maquis permet à la population de fuir dans la montagne, mais Valmanya est finalement pillée et incendiée par les troupes allemandes. Quatre habitants qui n’avaient pas fui sont abattus, et une jeune femme subit les derniers outrages des soldats allemands.
Simultanément des troupes allemandes attaquent le camp du maquis à La Pinosa : les maquisards et les guérilleros tentent de riposter mais la lutte est inégale et les Résistants se dispersent après trois heures de combats, faute de munitions. Le capitaine Julien Panchot, blessé, est torturé et achevé par les Allemands et les miliciens.
Abdon Sennen Casso, père d'Abdon Robert Casso, qui avait lui aussi participé activement au Réseau Sainte Jeanne, est fait prisonnier par les Allemands pour être finalement déporté au camp de Buchenwald. Son fils le retrouve le 14 avril 1945 lors de la libération du camp de concentration avec un régiment américain qu'il avait intégré pendant sa progression vers l'Est. Abdon Robert Casso ramena son père chez lui à Valmanya pour y mourir entouré des siens. Abdon Sennen Casso, Chevalier de la Légion d'Honneur à titre posthume, a été officiellement déclaré Déporté Mort pour la France, et Français Libre.
Abdon Robert Casso, poursuit après la guerre une carrière d'officier dans le Génie pour devenir plus tard le premier Général de la Brigade des Sapeurs-Pompiers de Paris pour laquelle il ouvrit une colonie de vacances à Valmanya, faisant don de terres lui appartenant. Il devint maire du XVIIe arrondissement de Paris le 8 mai 1970. Il a été élevé par le président de la République le 23 mars 1993 à la dignité de Grand Officier dans l'Ordre national de la Légion d'Honneur.
A Paris, devant l'Etat Major de la Brigade des Sapeurs Pompiers de Paris, une Esplanade Général Casso a été inaugurée le 8 octobre 2011.
L'Ecole des Mines d'Alès a inauguré en 2011 l'Institut des Sciences des Risques Robert CASSO, en hommage à Abdon Robert Casso et à sa carrière.
La place située devant la mairie de Valmanya, au centre de la commune, porte le nom de Place du Général Casso.

## Politique et administration

### Liste des maires
| Période                          | Période   | Identité            | Étiquette | Qualité                                                                                 |
| -------------------------------- | --------- | ------------------- | --------- | --------------------------------------------------------------------------------------- |
|                                  |           |                     |           |                                                                                         |
| 1941                             | 1944      | Abdon Robert Casso  |           | résistant                                                                               |
|                                  |           |                     |           |                                                                                         |
| septembre 1944                   |           | René Horte          |           | Résistant, instituteur, nommé par le comité départemental de Libération                 |
| 1945                             | 1947      | Abdon Robert Casso  |           | général de la Brigade de sapeurs-pompiers de Paris, maire du 17ème arrondissement Paris |
|                                  |           |                     |           |                                                                                         |
| mars 1977, réélu en 2008 et 2014 | 2020      | Jean-Marc Monserrat |           | professeur en lycée professionnel                                                       |
| mars 2020                        | sept 2022 | Nicole Beaux        |           |                                                                                         |
| décembre 2022                    | En cours  | Serge Boyer         |           |                                                                                         |

En septembre 2022, le président de la République a adopté un décret rare de dissolution du conseil municipal après qu'aucune délibération n'ait pu être adoptée depuis le 1er janvier 2021.

## Population et société

### Démographie ancienne
La population est exprimée en nombre de feux (f) ou d'habitants (H).
| 1358 | 1365 | 1378 | 1709 | 1720 | 1767  | 1774 |
| ---- | ---- | ---- | ---- | ---- | ----- | ---- |
| 10 f | 10 f | 6 f  | 35 f | 17 f | 223 H | 55 f |

### Démographie contemporaine
L'évolution du nombre d'habitants est connue à travers les recensements de la population effectués dans la commune depuis 1793. Pour les communes de moins de 10 000 habitants, une enquête de recensement portant sur toute la population est réalisée tous les cinq ans, les populations de référence des années intermédiaires étant quant à elles estimées par interpolation ou extrapolation. Pour la commune, le premier recensement exhaustif entrant dans le cadre du nouveau dispositif a été réalisé en 2005.

En 2022, la commune comptait 34 habitants, en évolution de −2,86 % par rapport à 2016 (Pyrénées-Orientales : +3,92 %, France hors Mayotte : +2,11 %).
| 1793 | 1800 | 1806 | 1821 | 1831 | 1836 | 1841 | 1846 | 1851 |
| ---- | ---- | ---- | ---- | ---- | ---- | ---- | ---- | ---- |
| 290  | 234  | 324  | 309  | 386  | 386  | 379  | 390  | 355  |

| 1856 | 1861 | 1866 | 1872 | 1876 | 1881 | 1886 | 1891 | 1896 |
| ---- | ---- | ---- | ---- | ---- | ---- | ---- | ---- | ---- |
| 358  | 349  | 318  | 325  | 405  | 327  | 409  | 327  | 306  |

| 1901 | 1906 | 1911 | 1921 | 1926 | 1931 | 1936 | 1946 | 1954 |
| ---- | ---- | ---- | ---- | ---- | ---- | ---- | ---- | ---- |
| 409  | 421  | 422  | 401  | 266  | 306  | 176  | 44   | 57   |

| 1962 | 1968 | 1975 | 1982 | 1990 | 1999 | 2005 | 2006 | 2010 |
| ---- | ---- | ---- | ---- | ---- | ---- | ---- | ---- | ---- |
| 51   | 63   | 29   | 32   | 30   | 18   | 26   | 27   | 43   |

| 2015 | 2020 | 2022 | - | - | - | - | - | - |
| ---- | ---- | ---- | - | - | - | - | - | - |
| 36   | 34   | 34   | - | - | - | - | - | - |

| selon la population municipale des années : | 1968 | 1975 | 1982 | 1990 | 1999 | 2006 | 2009 | 2013 |
| Rang de la commune dans le département      | 189  | 204  | 203  | 204  | 224  | 220  | 216  | 215  |
| Nombre de communes du département           | 232  | 217  | 220  | 225  | 226  | 226  | 226  | 226  |

### Manifestations culturelles et festivités
- Fête patronale : 22 janvier[52].

## Économie

### Emploi
|                | 2008   | 2013   | 2018   |
| -------------- | ------ | ------ | ------ |
| Commune        | 3,4 %  | 15 %   | 11,1 % |
| Département    | 10,3 % | 12,9 % | 13,3 % |
| France entière | 8,3 %  | 10 %   | 10 %   |

En 2018, la population âgée de 15 à 64 ans s'élève à 18 personnes, parmi lesquelles on compte 50 % d'actifs (38,9 % ayant un emploi et 11,1 % de chômeurs) et 50 % d'inactifs,. En  2018, le taux de chômage communal (au sens du recensement) des 15-64 ans est inférieur à celui du département, mais supérieur à celui de la France, alors qu'en 2008 il était inférieur à celui de la France.
La commune est hors attraction des villes,. Elle compte 1 emplois en 2018, contre 6 en 2013 et 2 en 2008. Le nombre d'actifs ayant un emploi résidant dans la commune est de 7, soit un indicateur de concentration d'emploi de 14,3 % et un taux d'activité parmi les 15 ans ou plus de 30 %.
Sur ces 7 actifs de 15 ans ou plus ayant un emploi, 1 travaillent dans la commune, soit 14 % des habitants. Pour se rendre au travail, la totalité des habitants utilise un véhicule personnel ou de fonction à quatre roues.

### Activités hors agriculture
3 établissements sont implantés  à Valmanya au 31 décembre 2019.
Le secteur des activités spécialisées, scientifiques et techniques et des activités de services administratifs et de soutien est prépondérant sur la commune puisqu'il représente 33,3 % du nombre total d'établissements de la commune (1 sur les 3 entreprises implantées  à Valmanya), contre 13 % au niveau départemental.

### Agriculture
|               | 1988 | 2000 | 2010 | 2020 |
| ------------- | ---- | ---- | ---- | ---- |
| Exploitations | 5    | 2    | 2    | 1    |
| SAU (ha)      | 104  | 103  | 294  | 98   |

La commune est dans le Conflent, une petite région agricole occupant le centre-ouest du département des Pyrénées-Orientales. En 2020, l'orientation technico-économique de l'agriculture  sur la commune est l'élevage d'ovins ou de caprins. Une seule  exploitation agricole ayant son siège dans la commune est recensée lors du recensement agricole de 2020 (cinq en 1988). La superficie agricole utilisée est de 98 ha,,.

## Culture locale et patrimoine

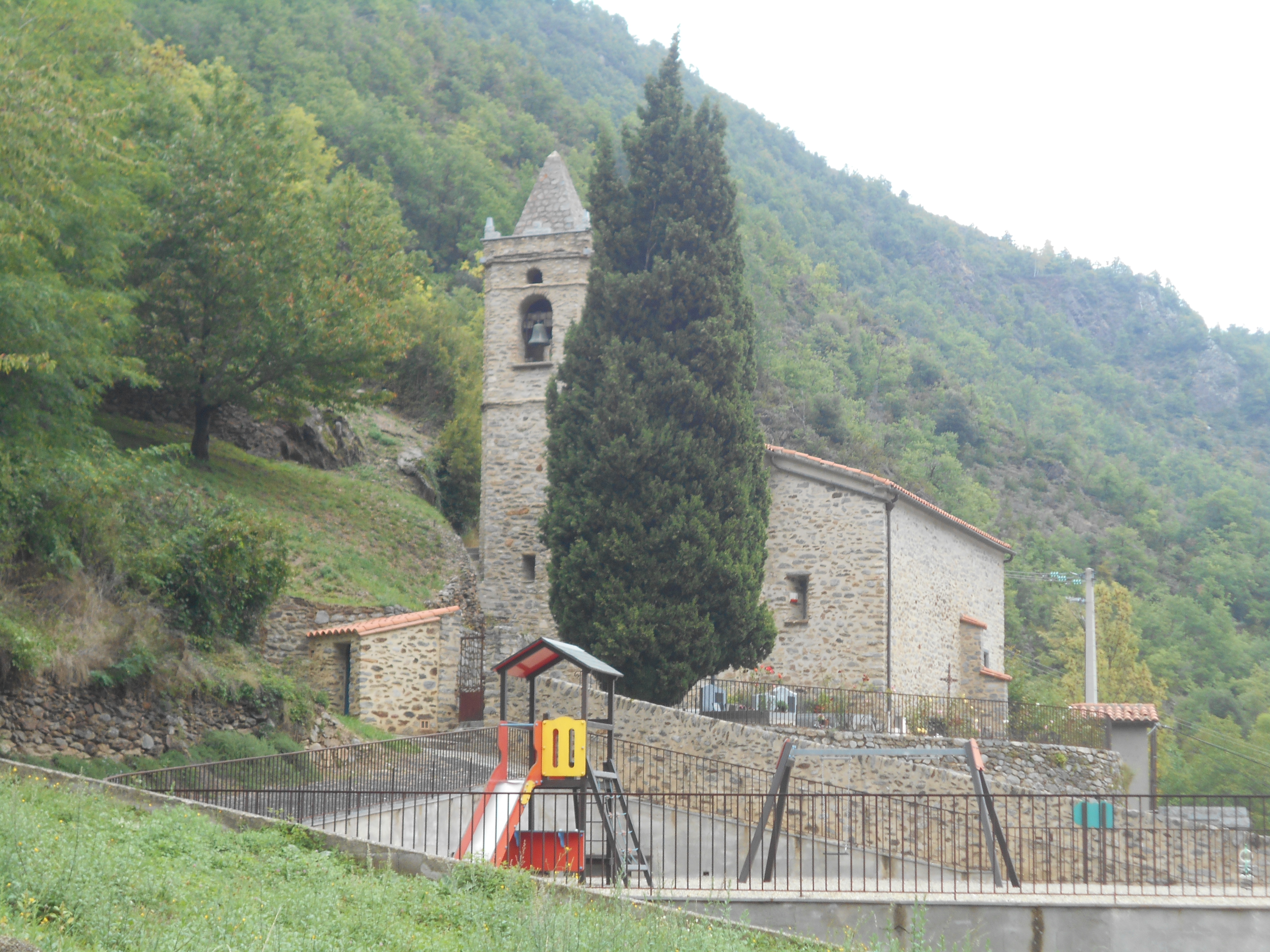
Église Saint-Vincent

### Monuments et lieux touristiques
- Castell d'el Bruix, une ancienne tour à signaux située sur un piton rocheux qui domine le village. elle pourrait dater du XIe ou du XIIe siècle. Outre la tour il subsiste des vestiges de l'enceinte et de bâtiments qui étaient encore habités à la fin du XIXe.
- Église paroissiale Saint-Vincent de Valmanya, édifice du XIIe siècle remaniée au XVIIIe siècle. Cette église renferme un retable de Paul Sunyer de 1730.

### Personnalités liées à la commune
- Julien Panchot (1901-1944) : résistant français mort à Valmanya le 2 août 1944.
- Louise Horte (1908-2008) : résistante et déportée ayant vécu à Valmanya.
- Abdon Robert Casso (1912-2002) : ingénieur-docteur es-sciences, résistant et militaire né à Valmanya, ancien maire de la commune et du XVIIe arrondissement de Paris.

### Héraldique
| Blason de Valmanya | Blason  | Ecu carré en pointe : de gueules à une crosse abbatiale d'argent accompagnée à dextre, à senestre et en chef d'une fleur de lys d'or. |
| Blason de Valmanya | Détails | Le statut officiel du blason reste à déterminer.                                                                                      |